# Lễ hội âm nhạc Laureates
Lễ hội âm nhạc Laureates là một lễ hội âm nhạc và nghệ thuật thanh nhạc trên toàn quốc, được tổ chức hai năm một lần tại Bydgoszcz bởi Học viện Âm nhạc Feliksa Nowowiejski và Viện văn hóa Mazowiecki ở Warsaw.

## Lịch sử
Lễ hội đã được khởi xướng bởi Viện văn hóa Mazowiecki ở Warsaw vào năm 1994. Sau khi đã thỏa thuận với Học viện Âm nhạc Feliksa Nowowiejski họ đá  đi đến thống nhất thành lập ban tổ chức lễ hội âm nhạc Laureates. Đây là sự kiện văn hóa duy nhất thuộc loại thanh nhạc này được tổ chức, những người tham gia là những nghệ sĩ trẻ đã đạt giải trong các lễ hội, cuộc thi trong và ngoài nước. Lễ hội được tổ chức hai năm một lần, và đã nhận được sự quan tâm lớn từ các nhà phê bình chuyên nghiệp, báo chí, các phương tiện truyền thông và công chúng. Trong những lần tổ chức tiếp theo, đã có sự tham gia của các nghệ sĩ trẻ đến từ các nước khác nhau như Ukraine, Đức và Ý.

## Đặc điểm
Lễ hội âm nhạc Laureates thường diễn ra vào tháng 11, hai năm một lần. Địa điểm tổ chức buổi hòa nhạc là Học viện Âm nhạc Feliksa Nowowiejski ở Bydgoszcz. Mục tiêu chính của lễ hội là thúc đẩy các nghệ sĩ (đặc biệt là những người trẻ tuổi) có kỹ năng đã được minh chứng trong các cuộc thi âm nhạc trong nước và quốc tế, qua đó thúc đẩy sự say mê, không ngừng sáng tạo nghệ thuật của họ, đồng thời thổi ngọn lửa đam mê đến giới trẻ, để họ không từ bỏ sự đam mê của mình.
Đối với những người yêu thích âm nhạc, lễ hội âm nhạc Laureates là cơ hội gặp gỡ các nghệ sĩ trẻ tài năng và đối với cộng đồng sinh viên âm nhạc của học viện, họ có cơ hội để kiểm chứng với các kỹ năng nghệ thuật của họ đang có. Trong số những người tham gia lễ hội, cũng có những người chiến thắng trong các cuộc thi từ Học viện Âm nhạc ở Bydgoszcz, như cậu bé 13 tuổi Rafał Blechacz, người chiến thắng trong cuộc thi năm 2000 của Học viện Âm nhạc Feliksa Nowowiejski, và sau đó đã giành chiến thắng trong cuộc thi Piano quốc tế Fryderyk Chopin năm 2005.